# CAD/CAM-стоматологія
CAD/CAM-стоматологія (Computer-Aided Design / Computer-Aided Manufacturing в стоматології) — галузь стоматології, яка застосовує системи автоматизованого проектування та системи автоматизації виробництва для застосування у відновлювальній стоматології.
Базується, зокрема, на застосуванні сканерів ротової порожнини та застосуванні програмного забезпечення для тривимірного моделювання.